# Fitoalexina
As fitoalexinas (gr. phytos = planta, alekein = defender) são compostos químicos de baixo peso molecular com propriedades antimicrobianas produzidos pelas plantas imediatamente após sua infecção por microorganismos, tais como bactérias ou fungos, para dificultar seu crescimento e propagação.
Grandes estudos se voltam para o campo das fitoalexinas no que diz respeito à produção de antibióticos
Segundo Braga, M. R. a primeira fitoalexina caracterizada quimicamente foi a pisatina, isolada de plantas de ervilha (Pisum sativum) (Cruickshank & Perrin, 1960)

## Características
As fitoalexinas (gr. phytos = planta, alekein = defender) são compostos químicos de baixo peso molecular com propriedades antimicrobianas produzidos pelas plantas imediatamente após sua infecção por microorganismos, tais como bactérias ou fungos, para dificultar seu crescimento e propagação. Podem ser detectados aproximadamente 24 horas após a infecção, e em torno de três dias atingem sua concentração máxima no tecido atingido. São produzidas exclusivamente nas regiões afetadas e em sua vizinhança imediata. Os compostos que têm atividade de fitoalexina pertencem a uma grande variedade de classes, como por exemplo, os flavonoides, terpenoides, alcaloides, poliacetileno, etc. São todos metabólitos secundários das plantas.
As fitoalexinas tiveram sua existência postulada nos anos 40, em vista de estudos sobre a reação de tipos variados de batata à infecção por fungos patogênicos e não-patogênicos. e sua existência foi comprovada nos anos 60. Desde então foram identificadas centenas de diferentes fitoalexinas, procedentes de mais de 15 famílias diferentes de plantas.  Tipicamente, as fitoalexinas de um gênero vegetal pertencem à mesma classe de compostos químicos, característico daquele gênero ou família. Deste modo encontramos, por exemplo, os poliacetilenos e sesquiterpenolactonas nas Asteraceae, os isoflavonoides nas Fabaceae, cumarinas e poliacetilenos nas Apiaceae e compostos fenantrênicos e  estilbênicos nas Orchidaceae . Salvo algumas exceções, as fitoalexinas não possuem especificidade de ação, agindo contra quaisquer tipo de invasões.
As fitoalexinas não devem ser confundidas com os compostos que já estão disponíveis na planta para defesa de seus predadores, já que são produzidas como resposta ao ataque de microorganismos e não são observadas em porções sãs do vegetal. Foi verificado entretanto que, contrariamente ao conceito original proposto por Müller & Börger, além dos microorganismos, alguns fatores abióticos podem desencadear esta reação, tais como a radiação ultravioleta, a presença de metais pesados, choque de temperatura ou a ruptura mecânica dos tecidos, e que nem sempre os compostos produzidos possuem atividade antimicrobiana.
É essencial diferenciar as fitoalexinas dos chamados compostos defensivos constitutivos (ou pré-infeccionais) dos vegetais, que as plantas mantêm sempre à disposição, acumulados em gânglios, glândulas ou vacúolos. As fitoalexinas, ao contrário, são produzidas apenas na ocasião e no local da infecção, e representam para a planta uma forma mais simples e econômica de defesa do ponto de vista energético, o que não significa que as plantas que produzem fitoalexinas possam prescindir de defensivos constitutivos.
O sinal de partida para a produção das fitoalexinas é fornecido pelos chamados elicitadores (entre os quais substâncias da parede celular do microorganismo agressor enzimaticamente retiradas), que se ligam a receptores e, através de uma complexa cascata de sinais, transmitem a informação ao núcleo celular. Entre os elicitadores  reconhecidos pelas plantas estão polissacarídeos e proteínas e glicoproteínas de fungos e bactérias.
O campo das fitoalexinas tem sido atualmente alvo de intensa pesquisa, tanto do ponto de vista da bioquímica, como dos da genética e da evolução.

## Literatura
- W. G. Hopkins: Physiologie végétale. ISBN 2-7445-0089-5. 2003. De Boeck Université. S. 40.
- J. B. Harborne: Introduction to Ecological Biochemistry (1988). Academic Press Limited. ISBN 0-12-324683-0, ISBN 0-12-324684-9 Pbk